# Вилла Палагония
Вилла Палагония (итал. Villa Palagonia) — одно из самых причудливых зданий Сицилии. Находится в городе Багерия в 15 километрах от Палермо.

## История
Вилла строилась с 1715 года по заказу Франческо Фердинандо Гравины-и-Крухильяс, пятого князя Палагонии, по проекту архитектора Томмазо Мария Наполи. Один из первых памятников сицилийского барокко. Наиболее известно гротескными скульптурами человекоподобных чудовищ, которые украшают сад и по которым здание называют Виллой чудовищ.

## Вилла в искусстве и литературе
Вилла и скульптуры привлекали многих путешественников XVIII—XIX вв., включая Гёте и Дюма.
В XX в. вилла и её скульптуры зачаровывали сюрреалистов, им посвящали эссе Марио Прац и Джованни Маккья, Дачия Мараини и Доминик Фернандез. Их писал Ренато Гуттузо, фотографировали Брассай (1962) и Фердинандо Шанна (1977).
Ряд сцен фильма Микеланджело Антониони «Приключение» (1960) снят на вилле Палагония.